# Luzula nipponica
Luzula nipponica là một loài thực vật có hoa trong họ Juncaceae. Loài này được (Satake) Kirschner & Miyam. mô tả khoa học đầu tiên năm 2001.